# Walentin Jurjewitsch Nowikow

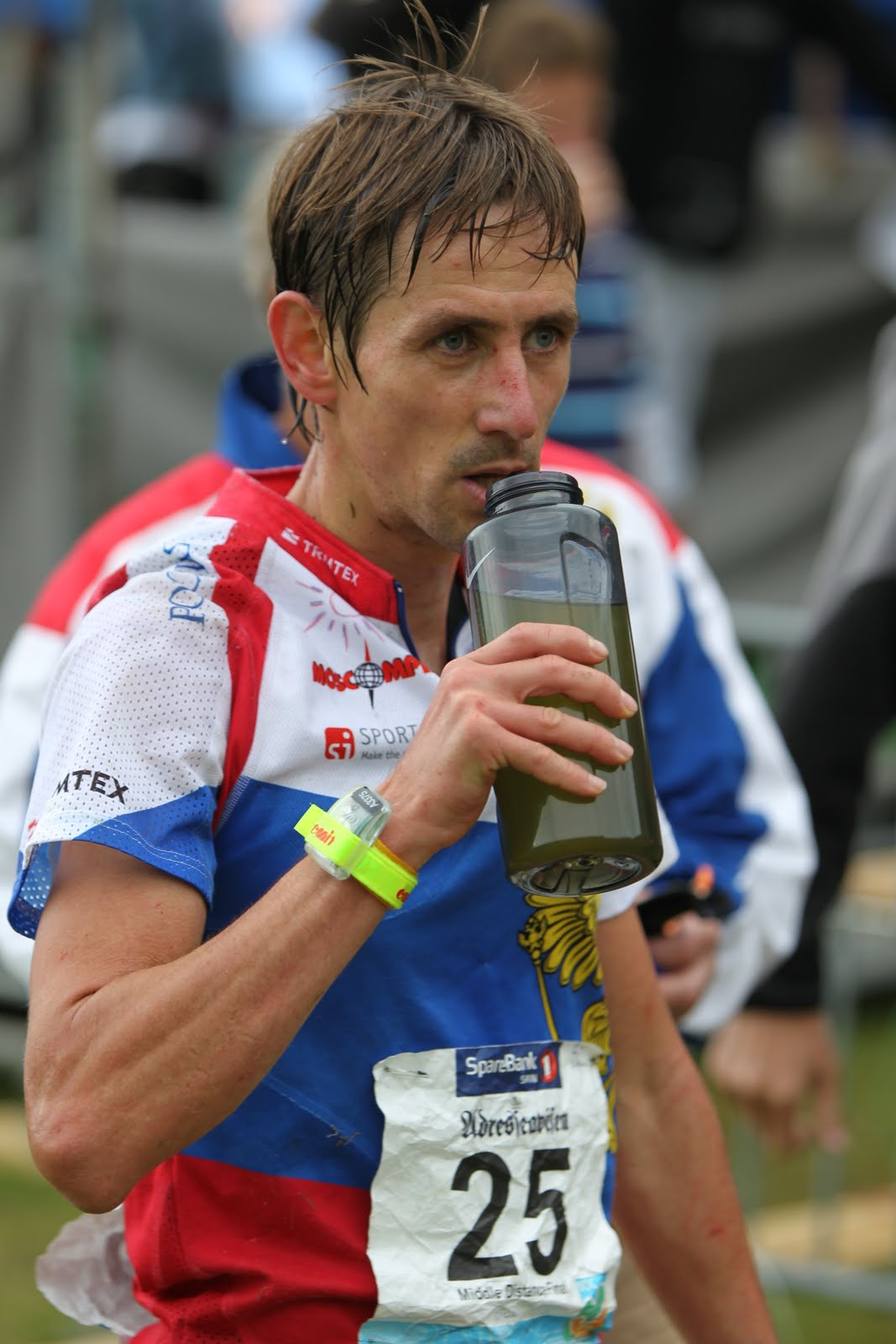
Nowikow bei der Weltmeisterschaft 2010.

Walentin Jurjewitsch Nowikow (russisch Валентин Юрьевич Новиков; * 1. Oktober 1974 in Belgorod) ist ein russischer Orientierungsläufer. Nowikow ist dreifacher Welt- und vierfacher Europameister.
Walentin Nowikow nahm zwischen 1992 und 1994 bei den drei Junioren-Weltmeisterschaften in Finnland, Italien und Polen teil. 1994 in Danzig gewann er mit der russischen Junioren-Staffel die Goldmedaille. Ab 1996 wurde er auch bei den Herren im Weltcup eingesetzt. Im Jahr darauf trat er bei seiner ersten Weltmeisterschaft im norwegischen Grimstad an und kam mit der russischen Staffel auf den vierten Platz. Nachdem er 1999 nicht für die Weltmeisterschaft nominiert wurde, reiste er 2000 zur ersten Europameisterschaft seit 1964 in die Ukraine. Der 25-jährige Nowikow sicherte sich sowohl den Sieg auf der Mittel- als auch auf der Langdistanz. Diese Leistung konnte er aber in den nächsten Jahren nicht mehr bestätigen. Erst bei der Weltmeisterschaft 2004 in Schweden lief er auf der Mitteldistanz auf den zweiten Rang hinter dem Franzosen Thierry Gueorgiou. Auch mit der Staffel gewann er eine Silbermedaille. 2006 gewann er bei der Europameisterschaft im estnischen Otepää Bronze hinter Thierry Gueorgiou und Mārtiņš Sirmais aus Lettland. Bei den Weltmeisterschaften im gleichen Jahr gewann er zusammen mit Roman Efimow und Andrei Chramow Staffelgold, dass die Russen 2007 in Kiew mit derselben Aufstellung verteidigen konnten. Außerdem gewann Nowikow in Kiew Bronze auf der Mitteldistanz, einmal mehr hinter Thierry Gueorgiou sowie dem Finnen Tero Föhr. Auch 2008 gewann er Mitteldistanzbronze, diesmal hinter Thierry Gueorgiou und Michal Smola aus Tschechien. Bei den Europameisterschaften im selben Jahr hatte er zudem mit Dimitri Zwetkow und Andrei Chramow Staffelgold gewonnen. 2010 wurde Walentin Nowikow Europameister auf der Mitteldistanz und mit Andrei Chramow und Dimitri Zwetkow Weltmeister in der Staffel. Bei den Europa- und bei den Weltmeisterschaften 2012 gewann er auf der Mitteldistanz jeweils die Silbermedaille. Auf der Langdistanz wurde er bei den Europameisterschaften Dritter. Mit der russischen Staffel wurde er 2013 zum vierten Mal Weltmeister.
2004 war er der erste Sieger beim O-Ringen in Schweden, der nicht aus Skandinavien stammte. 2008 gewann er mit der finnischen Mannschaft Delta die Jukola-Staffel. Mit Delta gewann er 2003 auch die finnische Staffelmeisterschaft. Im selben Jahr wurde Nowikow auch finnischer Meister im Sprint.
Er ist mit der Orientierungsläuferin Julia Nowikowa (geborene Sedina) verheiratet. Leonid Nowikow – 2013 Weltmeister auf der Mitteldistanz – ist sein jüngerer Bruder.

## Platzierungen
| Weltmeisterschaften | Sprint | Mittel | Lang | Staffel |
| ------------------- | ------ | ------ | ---- | ------- |
| 1997 Grimstad       |        | 11.    | 35.  | 4.      |
| 2001 Tampere        |        | 15.    | 7.   | 4.      |
| 2003 Rapperswil     |        | 23.    | dsq  | 5.      |
| 2004 Västerås       |        | 2.     | 4.   | 2.      |
| 2006 Aarhus         |        | 5.     | 19.  | 1.      |
| 2007 Kiew           |        | 3.     | 13.  | 1.      |
| 2008 Olomouc        | 13.    | 3.     |      | 2.      |
| 2009 Miskolc        | 12.    | 14.    |      | 2.      |
| 2010 Trondheim      |        | 6.     | 22.  | 1.      |
| 2011 Savoie         |        | 24.    | 14.  |         |
| 2012 Lausanne       |        | 2.     | dsq. | dsq.    |
| 2013 Vuokatti       |        | 16.    | 9.   | 1.      |

| Europameisterschaften | Sprint | Mittel | Lang | Staffel |
| --------------------- | ------ | ------ | ---- | ------- |
| 2000 Truskawez        |        | 1.     | 1.   |         |
| 2006 Otepää           |        | 3.     | 4.   | 6.      |
| 2008 Ventspils        |        | 6.     |      | 1.      |
| 2010 Primorsko        |        | 1.     | 10.  | 7.      |
| 2012 Falun            |        | 2.     | 3.   | 5.      |

| Junioren-WM     | Sprint | Mittel | Lang | Staffel |
| --------------- | ------ | ------ | ---- | ------- |
| 1992 Jyväskylä  |        | 35.    | 53.  | 12.     |
| 1993 Kastelruth |        | 6.     |      | 4.      |
| 1994 Gdynia     |        | 6.     | 11.  | 1.      |

| Gesamt-Weltcup | Gesamt-Weltcup |
| -------------- | -------------- |
| 1996           | 26.            |
| 1998           | 14.            |
| 2000           | 6.             |
| 2002           | 14.            |
| 2004           | 30.            |
| 2006           | 3.             |
| 2007           | 32.            |
| 2008           | 21.            |
| 2009           | 27.            |
| 2010           | 10.            |
| 2011           | 33.            |
| 2012           | 11.            |
| 2013           | 50.            |